# Emmanuel Janssen
Pour les articles homonymes, voir Janssen.
Pour les autres membres de la famille, voir Famille Janssen.
Le baron Emmanuel Janssen, né à Bruxelles le 9 décembre 1879 et décédé à Vence (Alpes-Maritimes) le 21 février 1955, est un financier et industriel belge actif dans les secteurs de la chimie et de la verrerie. Il fut administrateur de diverses sociétés importantes dans l'espace économique belge et mondial.

## Biographie
Il était le fils de Charles Janssen, avocat et échevin de Bruxelles, et de Berthe Poelaert, nièce du célèbre architecte Joseph Poelaert. Il avait épousé à Bruxelles le 3 mai 1906, Paule van Parys (1885-1913), fille d'Édouard van Parys et de Jeanne Solvay, fille d'Ernest Solvay. En secondes noces il épousa en 1917 sa cousine éloignée Adrienne Janssen, (1897-1973), fille d'Albert Janssen. Il eut trois fils du premier lit, dont Charles-Emmanuel Janssen.
Il fut le créateur principal de la Générale de Banque dont il fut vice-président. Il fut également président du conseil d'administration de l'Union chimique belge qu'il avait fondée en 1928 ainsi que de la compagnie d'assurances la Royale Belge.
Emmanuel Janssen obtint en 1930 concession de noblesse héréditaire et le titre de baron, transmissible par ordre de primogéniture masculine.